# Игнатьева (Курганская область)
Игнатьева — деревня в Каргапольском районе Курганской области. Входила в состав Окуневского сельсовета. С 3 апреля 2019 года в составе Долговского сельсовета были включены все населённые пункты упразднённых Окуневского и Соколовского сельсоветов.

## Географическое положение
Расположено на правом (восточном) берегу реки Миасс, примерно в 3 км к югу от села Окуневское; в 31 км (39 км по автодороге) к юго-западу от районного центра Каргаполье; в 80 км (125 км по автодороге) к северо-западу от города Кургана.

### Часовой пояс
Игнатьева, как и вся Курганская область, находится в часовой зоне МСК+2. Смещение применяемого времени относительно UTC составляет +5:00.

## История
Деревня основана между 1710 и 1719 годами. Основателем считается Игнатий Поликарпов сын Пономарев (1644 — после 1719).
До революции деревня Игнатьева (Игнашина) входила в состав Окуневской волости Челябинского уезда Оренбургской губернии.
В конце июня — начале июля 1918 года установлена белогвардейская власть. В начале августа 1919 года восстановлена Советская власть.

## Население
| 1866 | 1892 | 1901 | 1921 | 1926 | 1989 | 2002 |
| ---- | ---- | ---- | ---- | ---- | ---- | ---- |
| 447  | ↗620 | ↘538 | ↗761 | ↗777 | ↘94  | ↘92  |
| 2010 |      |      |      |      |      |      |
| ↘68  |      |      |      |      |      |      |

На 2010 год население составляло 68 человек.
Национальный состав
- По данным переписи населения 2002 года проживало 92 человека, из них русские — 93 %.
- По данным переписи 1926 года проживало 777 человек, все русские.

## Первопоселенцы
Ревизия податного населения 1719 года. Окуневский острог, деревня Игнатьева, май 1719 года. Список глав семей:
- Игнатий Поликарпов сын Пономарев
- Борис Никифоров сын Лисьих
- Семен Федоров сын Пономарев
- Никифор Епифанов (?) сын Толмачов
- Евдоким Федоров сын Пономарев
- Степан Иванов
- Петр Михайлов сын Воронцов
- Яков Васильев сын Бахматов
- Иван Нестеров сын Ярушин
- Яков Нифантов сын Подкосов
- бобыль Иван Родионов сын Коуров